# ليوبولدو سانشيز كروز
ليوبولدو سانشيز كروز (بالإسبانية: Leopoldo Sánchez Cruz)‏ هو سياسي مكسيكي، ولد في 22 يوليو 1971 في ولاية فيراكروز في المكسيك. حزبياً، نشط في الحزب الثوري المؤسساتي. وقد انتخب عضو مجلس النواب المكسيك.